# ورخنی گولیوم
ورخنی گولیوم (انگلیسی: Verkhny Gulyum) یک شهرک در شهرستان استرلیباشفسکی استان باشقیرستان کشور روسیه است.